# Kanako Hiramatsu
Kanako Hiramatsu (平松可奈子, Hiramatsu Kanako), née le 14 novembre 1991 dans la préfecture d'Aichi, au Japon, est une chanteuse, idole japonaise du groupe de J-pop SKE48.